# Shelley McNamara
Shelley McNamara (geboren 1952) is een Iers architect en academicus. In 1978 heeft zij samen met Yvonne Farrell het architectenbureau "Grafton Architects" opgericht. Grafton werd bekend in de vroege jaren 2010 met haar specialisatie en stoere, zware maar ruime gebouwen voor hoger onderwijs. Sinds 1976 doceerde McNamara architectuur aan het University College Dublin alsmede aan verschillende andere universiteiten.
Het gebouw voor de Universidad de Ingeniería y Tecnología in Lima, Peru van McNamara en Farrell werd in 2016 onderscheiden met de RIBA international prize als het beste nieuwe gebouw dat jaar. In 2019 kregen ze de Britse prijs 2020 RIBA Royal Gold Medal for Architecture toegekend. In 2020 deelden NcNamara en Farrell de Pritzker Prize, de hoogste onderscheiding binnen de architectuur. In hetzelfde jaar ontvingen ze tevens de Duitse architectuurprijs Heinrich Tessenow-medaille.